# Mulligan River (vattendrag i Australien)
Mulligan River är ett vattendrag i Australien. Det ligger i delstaten South Australia, omkring 920 kilometer norr om delstatshuvudstaden Adelaide.
Omgivningarna runt Mulligan River är i huvudsak ett öppet busklandskap. Trakten runt Mulligan River är nära nog obefolkad, med mindre än två invånare per kvadratkilometer. Genomsnittlig årsnederbörd är 173 millimeter. Den regnigaste månaden är mars, med i genomsnitt 40 mm nederbörd, och den torraste är oktober, med 2 mm nederbörd.